# Jah9

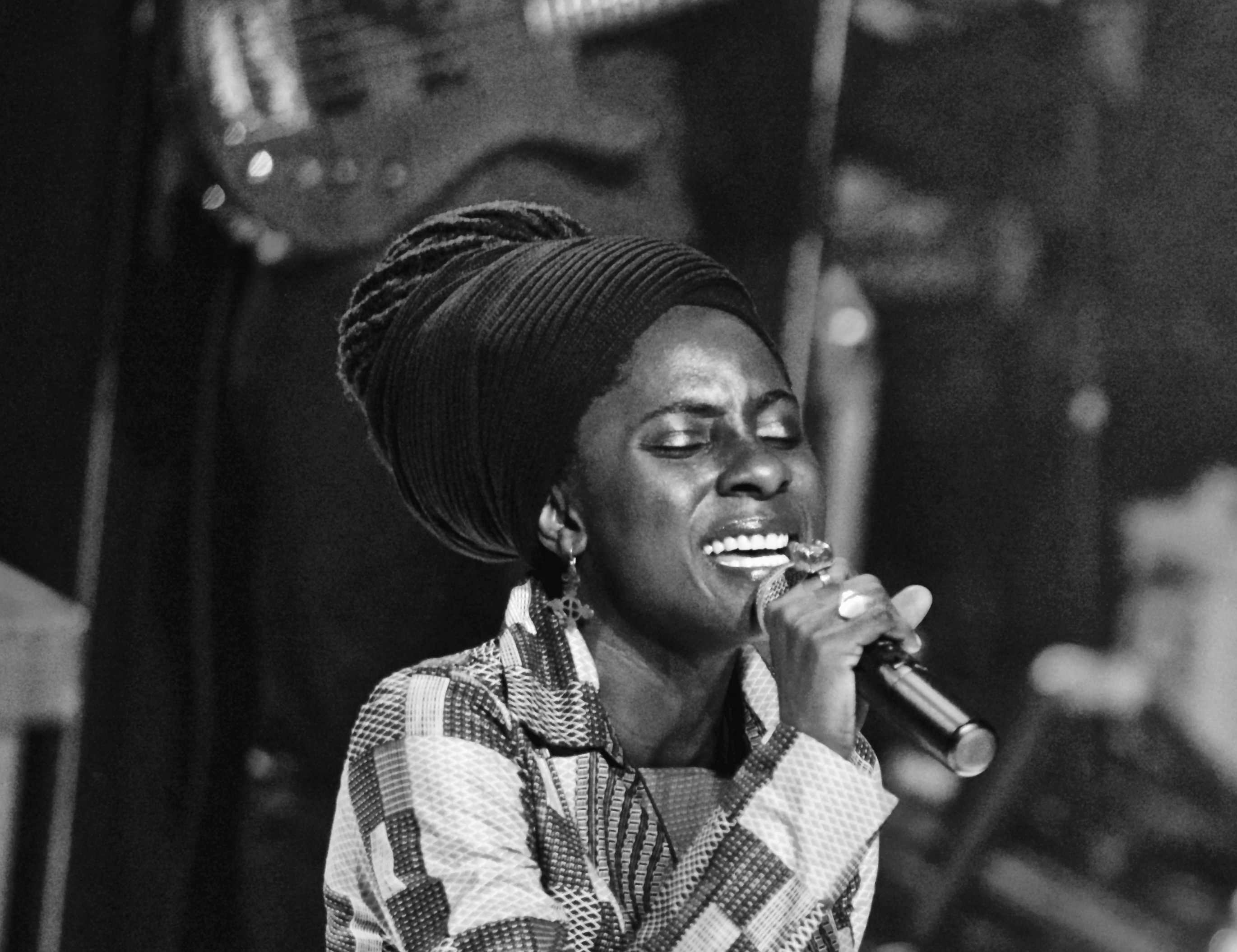
Jah9 bei einem Konzert in Ghent 2016.

Jah9 (bürgerlich: Janine Elizabeth Cunningham; * 23. Mai 1983 in Montego Bay) ist eine jamaikanische Reggae-Sängerin.

## Leben
Sie ist am 23. Mai, 1983 in Montego Bay, St. James, geboren. Ihr Vater war Baptistenprediger und ihre Mutter Lehrerin und Sozialarbeiterin. Den Großteil ihrer Kindheit verbrachte die junge Janine Elizabeth Cunningham in der Stadt Falmouth, Trelawny.
Sie studierte Psychologie, Personalentwicklung, Kriminologie und Philosophie.
Im Februar 2013 brachte Jah9 nach diversen Singleveröffentlichungen in den Jahren zuvor ihr Debütalbum New Name heraus, das in Jamaika erfolgreich war. September 2016 folgte nun das zweite Album 9 (VP Records / Steam Chalice Records).
In Jamaika ist Jah9 auch als Yoga-Lehrerin bekannt.

## Diskographie (Auswahl)

### Alben
- New Name (2013)
- 9 (2016)
- Note to Self (2020)

### Singles (Unvollständig)
- Legitimate (2011)
- New Name
- Mr. Right
- Jungle
- Brothers
- Steamers a Bubble